# Megaselia piliclasper
Megaselia piliclasper är en tvåvingeart som beskrevs av Borgmeier 1971. Megaselia piliclasper ingår i släktet Megaselia och familjen puckelflugor. Inga underarter finns listade i Catalogue of Life.